# Planowanie obrony cywilnej w sytuacji zagrożeń
Planowanie obrony cywilnej w sytuacji zagrożeń (ang. Civil Emergency Planning - CEP) jest polityką wspólnego działania sektorów cywilnych państw członkowskich NATO w sytuacji kryzysu lub wojny. Często też politykę tę określa się jako cywilne planowanie kryzysowe.

## Cele
Celem polityki CEP jest koordynacja wspólnego planowania działań z zakresu obrony cywilnej państw członkowskich NATO na okoliczność szczególnych zagrożeń. Czynności w zakresie CEP leżą zawsze w zakresie obowiązków poszczególnych państw członkowskich. Na poziomie NATO dokonuje się jednak harmonizacji narodowych celów i zdolności, w celu zapewnienia prawidłowego działania stworzonych wspólnie procedur oraz dostępności potrzebnych środków. Środki te to statki, samoloty, pociągi, zasoby medyczne, środki komunikacji, i inne środki reagowania cywilnego.
CEP istnieje aby realizować podstawowe założenia bezpieczeństwa cywilnego NATO, w tym współpracę cywilno-wojskową (CIMIC), zarówno w ramach artykułu piątego, jak i w czasie operacji reagowania na zagrożenia z niego nie wynikające, a także wspieranie władz państwowych w przypadku zagrożeń ludności cywilnej. CEP dąży zarówno do wspierania zarządzania operacjami ratowniczymi jak i utrzymania porządku publicznego w trakcie katastrof, zagrożeń i wojen. Zainteresowanie udziałem państw członkowskich NATO w strukturach CEP wzrosło w świetle wydarzeń 11 września 2001 roku i wiąże się z próbami zagwarantowania bezpieczeństwa ludności cywilnej na wypadek ataków chemicznych, biologicznych i nuklearnych. W chwili obecnej najważniejsze działania CEP to:
- Wspieranie operacji wojskowych Sojuszu, prowadzonych na podstawie artykułu piątego.
- Wspieranie operacji reagowania na zagrożenia, nie wynikających z artykułu piątego.
- Wspieranie władz państwowych w wypadku zagrożeń nadzwyczajnych.
- Wspieranie władz państwowych w ochronie obywateli przed skutkami ataków chemicznych, biologicznych i atomowych.
- Współpraca z innymi państwami w zakresie CEP

## Struktura
Ogólnym nadzorem CEP na poziomie krajowym oraz NATO zajmują się ministrowie spraw zagranicznych, którzy decydują o priorytetach. Ponieważ jednak kwestie związane z CEP wykraczają często poza zakres kompetencji i interesów pojedynczego państwa, jego realizacja uzależniona jest w znacznym stopniu od negocjacji międzypaństwowych.
Organem zarządzającym CEP jest Wysoki Komitet Planowania Centralnego na Sytuacje Nadzwyczajnych Zagrożeń (SCEPC), podległy bezpośrednio Radzie Północnoatlantyckiej (NAC). Zbiera się on minimum dwa razy do roku na sesjach plenarnych, oraz osiem razy do roku na sesjach stałych. 
Pod auspicjami SCEPC znajduje się szereg komisji i komitetów, zajmujących się branżowo wydzielonymi kwestiami:
- Zarząd planowania żeglugi oceanicznej (PBOS)
- Zarząd planowania europejskiego transportu śródlądowego (PBEIST)
- Komitet planowania lotnictwa cywilnego (CAPC)
- Komitet planowania ds. żywności i rolnictwa (FAPC)
- Komitet planowania przemysłowego (IPC)
- Komitet planowania ds. ropy naftowej (PPC)
- Wspólny komitet medyczny (JMC)
- Komitet planowania łączności cywilnej (CCPC)
- Komitet Ochrony Cywilnej (CPC)

Komitety te obradują regularnie i stanowią kluczowy element w wykonywaniu przyjętych przez NATO celów strategicznych w zakresie obrony cywilnej w sytuacji zagrożeń.